# Krystyna (województwo opolskie)
Krystyna – osada leśna w Polsce położona w województwie opolskim, w powiecie kluczborskim, w gminie Wołczyn.
W latach 1975–1998 leśniczówka należała administracyjnie do województwa opolskiego.